# Marius Lavet

Schematischer Aufbau des Lavet-Schrittmotors

Marius Lavet (* 1894 in Clermont-Ferrand; † 14. Februar 1980 in Paris) war ein französischer Ingenieur und Uhrmacher.

## Leben
Lavet studierte an der École des Arts et Métiers in Cluny und der École Supérieure d’Électricité, wo er 1914 seinen Ingenieursabschluss erhielt. Anschließend leistete er Wehrdienst im Ersten Weltkrieg und wurde mit dem französischen Kriegsverdienstkreuz ausgezeichnet. Nach Kriegsende begann er seine Berufslaufbahn beim Uhrenhersteller Favre-Bulle, ab 1923 arbeitete er für Léon Hatot und baute in dessen Werken den Firmenzweig der ATO-Uhren (batteriebetriebene Penduletten) auf. Für Hatot entwickelte er zahlreiche Patente, unter anderem den Lavet-Schrittmotor, der bis heute seinen Namen trägt und prinzipiell in vielen modernen Uhrwerken und anderen Anwendungen zum Einsatz kommt.
Lavet war Gründungsmitglied der Französischen Gesellschaft für Chronometrie und lehrte von 1952 bis 1970 an der École Nationale Supérieure de l’Aéronautique. Von 1953 bis 1972 war er Mitglied des technisch-wissenschaftlichen Komitees des Département Technique du Comité Francéclat.
Marius Lavet wurde für seine Arbeit und Forschung vielfach ausgezeichnet und auch zum Ritter der Ehrenlegion ernannt. Die Association Lavet vergibt seit 2001 jährlich den Prix Chéreau-Lavet.

## Auszeichnungen
- Prix Haag (1969)
- Preis der Académie des sciences (1971)
- Goldmedaille des 9. Internationalen Chronometrie-Kongresses (1972)
- Nessim-Habif-Preis der UNESCO (1976)

## Veröffentlichungen
- Patent  FR823395: Perfectionnements aux systèmes et appareils de commande électrique à distance, notamment aux moteurs et horloges synchrones. Angemeldet am 28. September 1936, veröffentlicht am 19. Januar 1938, Anmelder: Hatot, Erfinder: Marius Lavet.‌

- Les Horloges de commutation. Chaix, 1943
- Les horloges de commutation à mouvements mécaniques remontés ou non électriquement. Editions des Annales françaises de Chronométrie, 1949
- Les horloges électriques à régulation de vitesse par pendules coniques. Revue générale de l’électricité, 1954